# Margaret Ann Neve

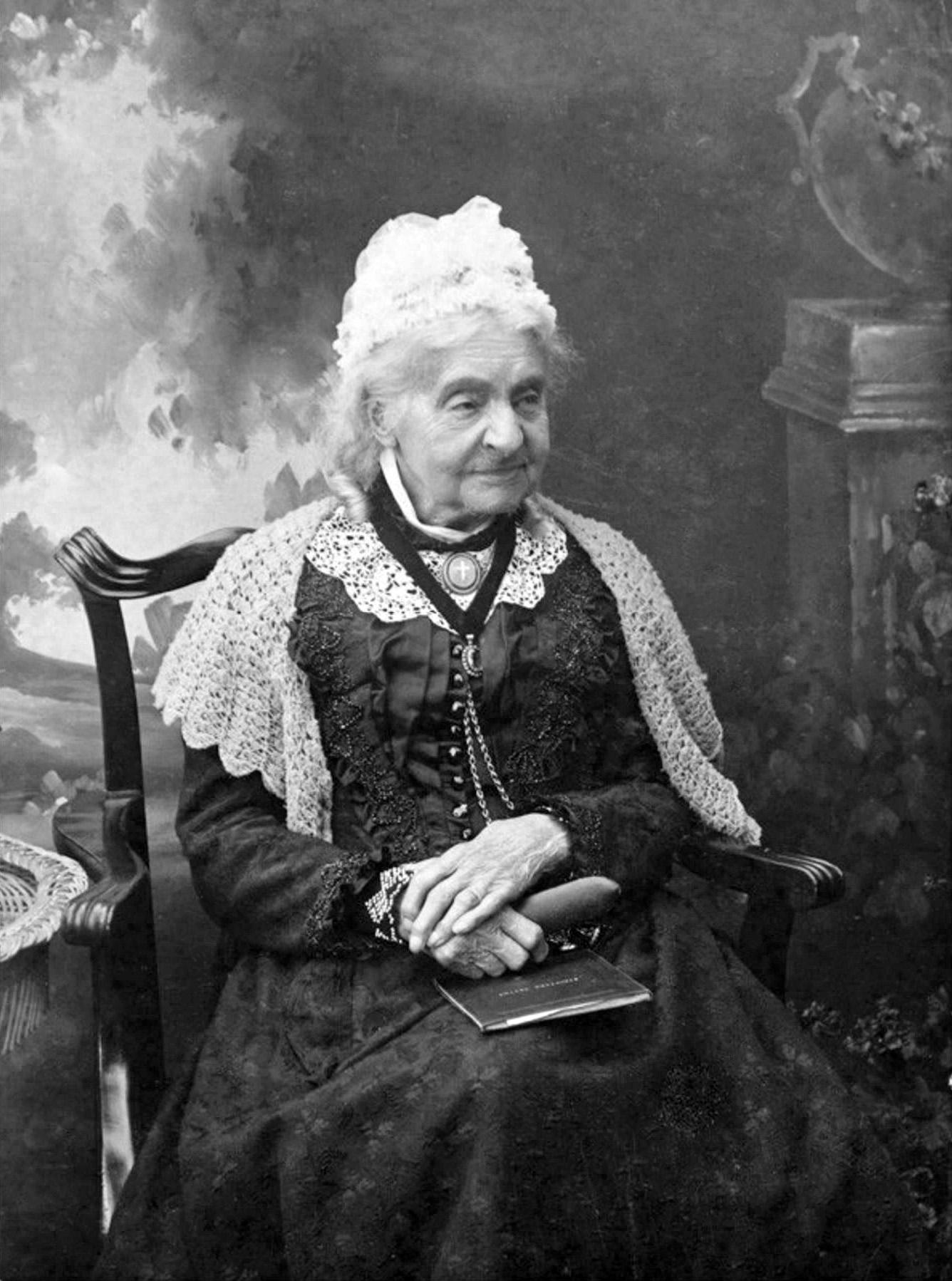
Margaret Ann Neve, omstreeks 1890

Margaret Ann Neve (Saint Peter Port, 18 mei 1792 – aldaar, 4 april 1903) was een Britse supereeuwelinge. 

## Biografie
Neve, geboren als Margaret Ann Harvey, werd geboren op het eiland Guernsey. Ze huwde in 1823 met John Neve, die overleed in 1849. Hun huwelijk bleef kinderloos. Ze was de eerste supereeuwelinge die in 3 eeuwen leefde en de eerste vrouw die minstens 110 jaar oud werd. In 1902 haalde ze Geert Adriaans Boomgaard in als oudste mens aller tijden. Dit record zou 23 jaar standhouden.